# الإنسان والظل (كتاب)
كتاب الإنسان والظل هو كتاب من تأليف الدكتور مصطفى محمود يتحدث فيه أغوار النفس البشرية وتصوير خلجاتها وما يعتريها من صراعات وتساؤلات قد تهوى بها إلى حافه الجنون. الإنسان والظل عمل مسرحى أدبى يستحق الإعجاب وخاصه قدره د/مصطفى محمود على وصف الصراع الدائر في رأس «رحمى» رجل القانون الذي نصب نفسه قاضيا وجلادا وإن كان في معركته لإرساء قواعد العدل ومراعته للعرف والتقاليد قد خسر قدرته على الرأفة بنفسه وأقرب الناس اليه قد خسر«الرحمة» ما أجمل أن تكون إنسان...تترك كل قوتك وضعفك تظهر علي طبيعتها... الجمود والتصرف كالآله يقتل روحك.... فتهب في أن تنقذ ما تبقي منها داخلك وتدخل في صراع مع نفسها.....حتي تسترشد الطريق....وقد عرض الصراع الدكتور مصطفي محمود بطريقه أكثر من رائعه أدخل معه ظروف المجتمع التي تقهر الناس مع القوانين الواهيه وتقديسها علي خوائها من كل معني فما هي إلا من صنع بشر...وكم من الابرياء يُظلمو بلا سبب وكم من الجناه يركضون في متاع الحياه.

## مقتطفات من الكتاب
- “الموت ملوش وجود.. احنا بنغير العنوان.. كل اللى بيحصل إن احنا بنغير العنوان”
- “و إيش عرفك إنك إنسان دلوقت..مش جايز أنت جرادة بتحلم إنها إنسان وأنك هتصحي كمان شوية تلاقي نفسك جرادة”
- “هل تعلم أن العدالة حينما تنزل إلى مستوى المجرم وتتبنى أساليبه تنحط بنفسها وتفقد معناها الرفيع وتصبح مجرمة”
- “أنت ألد أعداء نفسك”
- “الحق زي الشمس الواحد ما يقدرش يبص فيه.. ولو بص فيه بيعمى.. هتلر الجبار لما بص لوجهه الحقيقي في اللحظة الأخيرة ضرب نفسه بالرصاص.. ماقدرش يبص مرة تانية.. مقدرش يواجه الحقيقة”
- “رحمي: بذمتك فيه في الدنيا عدالة؟! القاتل الذكي اللي بيقتل عيني عينك في حروب النهب والعدوان حد بيقول له تلت التلاتة كام.. مش بياخد نيشان وترقية على جريمته.. ويقولوا عنه البطل إللي دافع عن الديمقراطية والحرية وحرر الشعب من نير العبودية إلخ.. إلخما هو كل واحد حيلاقي له شعار وكلام يقوله، ومدام معاه أوامر وورقة ممضية حايقدر يعمل أي حاجة.. يقتل يسرق ينهب يسجن..(...)”
- “أنا برده ساعات بقول انه عيان.. لكن عيان بإيه؟ ممكن يكون الإنسان يبقى مصاب بعاهة في الشعور؟ يبقى عاجز عن الحب زي الأعمى العاجز عن البصر.. يبقى مولود من غير قلب”
- “الشرقاوي: طيب وقضيتي أنا فضل الشرقاوي. رحمي: ودي فيها إيه كمان قاتل ومعترف ومتلبس.. قتل مع صبق الإصرار والترصد.. عايز تاخد إيه.. جايزة نوبل؟ الشرقاوي: أيوة لكن قتلت مين؟ رحمي: ميشيل مارديكيان صاحب شونة التسليف.. الراجل اللي سلفك. الشرقاوي: بالربا الفاحش. رحمي: مفيش إثبات.. الشرقاوي: واخد أرضي.. رحمي: لسداد الدين المذكور أعلاه. الشرقاوي: وقتل أولادي السبعة. رحمي: بإيه؟ بالتنمويم المغناطيسي؟ كورس: بالجوع.. بالجوع يا بيه يا متعلم ! رحمي: دة سلاح غير وارد في المادة 234 عقوبات. الشرقاوي: دة سلاح بيقتل مجتمعات بحلها يا حضرة القاضي العظيم.. رحمي: وأنا عايز وقائع.. حيثيات شهود.. اعترافات.. أحراز.. مش كلمة..عايمة.. زي الجوع. الشرقاوي: الشهود كانوا قدامك.. في كل مكان.. في الحواري والإيطان عيونهم بتقولك كل حاجة.”

## وصلات خارجية
- فيديو حلقات الدكتور مصطفى محمود.
- مدونة الدكتور مصطفى محمود.
- «كان نائماً في سكينة تامة لم يستيقظ منها»: ابنة مصطفى محمود لـ«العربية.نت»: العالم الكبير رحل في هدوء، العربية نت، 31 أكتوبر 2009.
- صفحة مصطفى محمود على موقع أبجد
- صفحة اقتباسات مصطفى محمود على موقع أبجد
- صفحة باسم الدكتور رائعة على الفيس بوك
- الفيلم الوثائقي العالم والايمان على اليوتيوب
- محمود تحميل كتب الدكتور مصطفى محمود كاملة pdf